# The Mysterious Avenger
The Mysterious Avenger è un film del 1936 diretto da David Selman.
È un film western a sfondo romantico statunitense con Charles Starrett, Joan Perry e Wheeler Oakman. È un remake di Texas Cyclone del 1932. Nel 1939 ne è stato prodotto un ulteriore remake, The Stranger from Texas.

## Produzione
Il film, diretto da David Selman su una sceneggiatura di Ford Beebe con il soggetto di Peter B. Kyne e dello stesso Beebe, fu prodotto da Harry L. Decker per la Columbia Pictures Corporation nel novembre del 1935. Il titolo di lavorazione fu Outlaw Brands.

## Distribuzione
Il film fu distribuito negli Stati Uniti dal 17 gennaio 1936 al cinema dalla Columbia Pictures Corporation. È stato distribuito anche in Brasile con il titolo Vingador Misterioso.

## Promozione
Le tagline sono:
- "Prairie Prowlers Defy the Devil-May-Care Rangers!".
- "Thrill With the Texas Rangers in Rough-Riding Adventures!".